# Pedras Altas
Pedras Altas är en kommun i Brasilien.   Den ligger i delstaten Rio Grande do Sul, i den södra delen av landet, 1 900 km söder om huvudstaden Brasília. Antalet invånare är 2 218.
I omgivningarna runt Pedras Altas växer i huvudsak städsegrön lövskog. Trakten runt Pedras Altas är nära nog obefolkad, med mindre än två invånare per kvadratkilometer.